# Колчанова, Людмила Сергеевна
Людмила Сергеевна Колчанова (1 октября 1979, Шарья) — российская легкоатлетка, выступающая в прыжке в длину и в тройном прыжке, заслуженный мастер спорта.

## Спортивная биография
На Чемпионате Европы по лёгкой атлетике 2006 в Гётеборге стала победительницей в прыжках в длину.
На Чемпионате мира по лёгкой атлетике 2007 в Осаке стала серебряным призёром, уступив лишь Татьяне Лебедевой.
Её личным рекордом в прыжке в длину является 7,21 м, в тройном прыжке — 13,38 м.